# پریت تومسون
پریت تومسون (استونیایی: Priit Tomson؛ زادهٔ ۳ نوامبر ۱۹۴۲) بازیکن بسکتبال استونیایی‌تبار اهل اتحاد جماهیر شوروی سوسیالیستی بود.
وی در مسابقات بین‌المللی در مجموع برندهٔ ۶ مدال طلا، ۲ مدال برنز شده‌است.